# Nada Wafa
Nada Mohammed Wafa Arakji (30 de octubre de 1994, Catar) es una nadadora catarí de estilo libre. Participó en los Juegos Olímpicos de Londres 2012 en la prueba de 50 metros libre, y fue la primera nadadora en representar a Catar en estos juegos.  Wafa proviene de una familia de deportistas, su padre fue futbolista profesional y representó a la Selección Nacional de Catar.
Tras su participación en Londres, Wafa se convirtió en un símbolo del empoderamiento femenino en su país.